# Anguel Guenchev
Anguel Anguelov Guenchev –en búlgaro, Ангел Ангелов Генчев– (Targovishte, 31 de enero de 1967) es un deportista búlgaro que compitió en halterofilia.
Ganó una medalla de bronce en el Campeonato Mundial de Halterofilia de 1994 y una medalla de oro en el Campeonato Europeo de Halterofilia de 1988. Participó en los Juegos Olímpicos de Seúl 1988, obteniendo una medalla de oro en la categoría de 67,5 kg; medalla que perdió posteriormente por dopaje.

## Palmarés internacional
| Juegos Olímpicos   | Juegos Olímpicos      | Juegos Olímpicos  | Juegos Olímpicos |
| Año                | Lugar                 | Medalla           | Categoría        |
| ------------------ | --------------------- | ----------------- | ---------------- |
| 1988               | Seúl (Corea del Sur)  | DSC               | 67,5 kg          |
| Campeonato Mundial |                       |                   |                  |
| Año                | Lugar                 | Medalla           | Categoría        |
| 1994               | Estambul (Turquía)    | Medalla de bronce | 70 kg            |
| Campeonato Europeo |                       |                   |                  |
| Año                | Lugar                 | Medalla           | Categoría        |
| 1988               | Cardiff (Reino Unido) | Medalla de oro    | 75 kg            |